# Saussurea chinensis
Saussurea chinensis là một loài thực vật có hoa trong họ Cúc. Loài này được (Maxim.) Lipsch. miêu tả khoa học đầu tiên năm 1966.